# Большемордовско-Пошатское сельское поселение
Большемордо́вско-Поша́тское се́льское поселе́ние — муниципальное образование в Ельниковском районе Мордовии.
Административный центр — деревня Большие Мордовские Пошаты.

## История
В 2014 году в состав поселения включено Мордовско-Коринское сельское поселение.

## Население
| 2002 | 2010 | 2012 | 2013 | 2014 | 2015 | 2016 |
| ---- | ---- | ---- | ---- | ---- | ---- | ---- |
| 607  | ↘517 | ↘484 | ↘474 | ↘451 | ↗622 | ↘591 |
| 2017 | 2018 | 2019 | 2020 | 2021 |      |      |
| ↘586 | ↘568 | ↘548 | ↘539 | ↗543 |      |      |

## Состав сельского поселения
| № | Населённый пункт          | Тип населённого пункта          | Население |
| - | ------------------------- | ------------------------------- | --------- |
| 1 | Большие Мордовские Пошаты | деревня, административный центр | ↘316      |
| 2 | Вачеевка                  | деревня                         | ↘62       |
| 3 | Лобановка                 | деревня                         | ↘70       |
| 4 | Мордовское Корино         | село                            | ↘104      |
| 5 | Новое Кадышево            | село                            | ↘69       |
| 6 | Новые Шалы                | деревня                         | ↘16       |
| 7 | Русское Корино            | село                            | ↘77       |
| 8 | Старые Шалы               | деревня                         | ↘36       |